# Zalotka torfowcowa
Zalotka torfowcowa, zalotka wątpliwa (Leucorrhinia dubia) – gatunek ważki z rodziny ważkowatych (Libellulidae). Jest szeroko rozprzestrzeniona od północno-zachodniej Europy po Ural i zachodnią Syberię. W Polsce jest spotykana na obszarze całego kraju. W południowej części Europy liczebność jej populacji spada. Zasiedla bagna, stawy i jeziora, również na terenach zalesionych. Preferuje kwaśne wody, zwłaszcza niezarybione. Larwy tego gatunku są chętnie zjadane przez ryby. W ubarwieniu dominuje kolor czarny z czerwonymi plamkami na tułowiu i odwłoku u samców i żółtymi u samic. Długość ciała 37 mm, rozpiętość skrzydeł 58 mm. Imagines latają od końca kwietnia do lipca.
IUCN za podgatunek zalotki torfowcowej uznaje Leucorrhinia orientalis, której zasięg rozciąga się dalej na wschód aż po Cieśninę Beringa, Kamczatkę, Sachalin, Koreę Północną i Japonię.